# أداء وظيفي

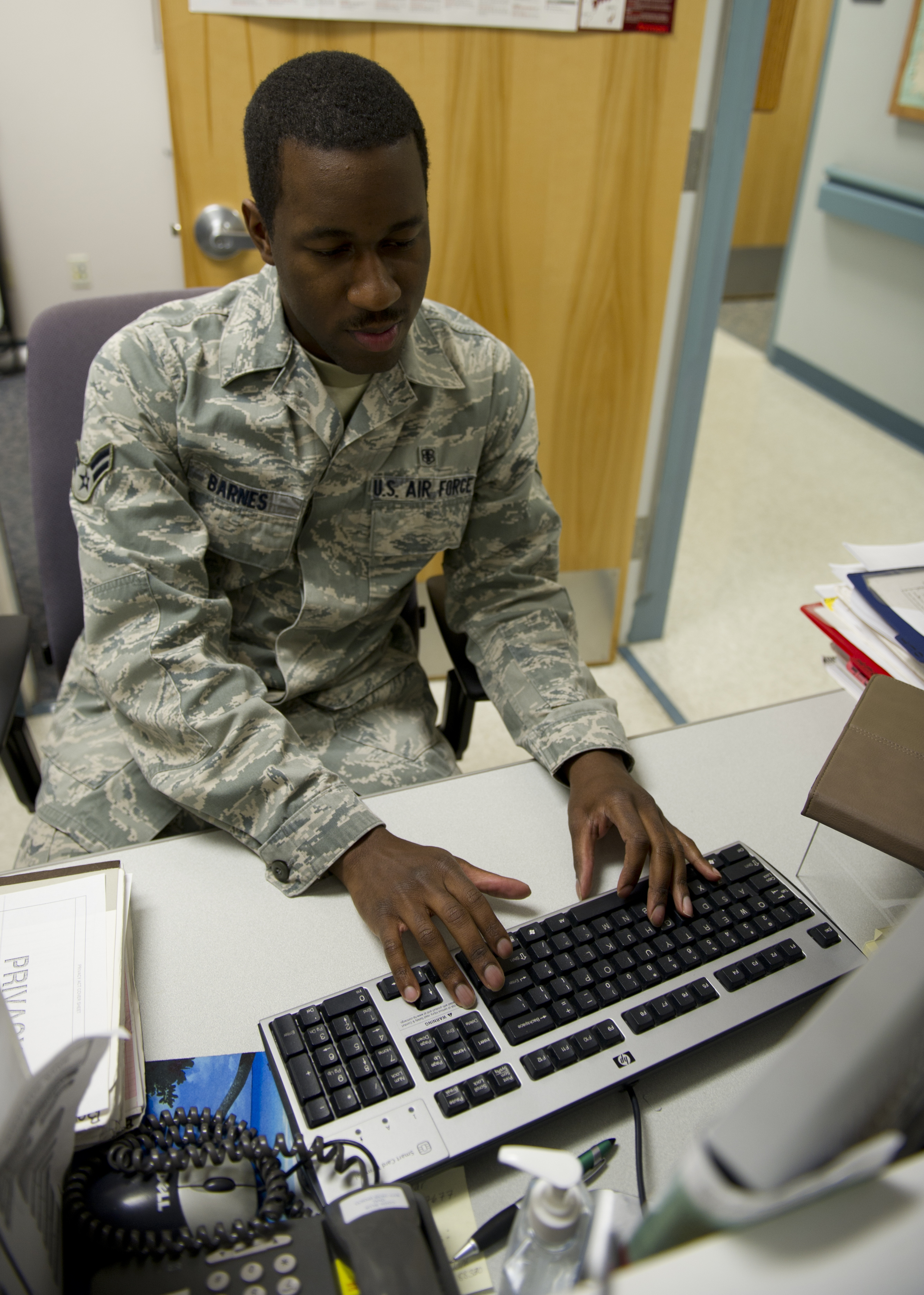
طيار المجموعة الطبية شارب 49 لشهر فبراير 120322-F-CF975-006

الأداء الوظيفة Job performance هو تقييم ما إذا كان الشخص ينفذ وظيفة بشكل جيد. الأداء الوظيفي، يُدرس أكاديميا كجزء من علم النفس الصناعي (فرع علم نفس الذي يتعامل مع العمل)، يشكل جزءا من إدارة الموارد البشرية. الإنجاز معيار هام للنتائج التنظيمية والنجاح.
يصف جون بي كامبل الأداء الوظيفي كمتغير على المستوى الفردي، أو شيء يعمله شخص واحد . ذلك يميزه بأكثر شمولية لثوابت مثل الأداء التنظيمي أو الأداء الوطني، والتي هي المتغيرات على مستوى أعلى.
يعتبر مفهوم الأداء من المفاهيم التي نالت نصيباً وافراً من الاهتمام والبحث في الدراسات الإدارية بشكل عام وبدراسات الموارد البشرية بشكل خاص، وذلك لأهمية المفهوم على مستوى الفرد والمنظمة ولتداخل المؤثرات التي تؤثر على الأداء وتنوعها ، لذلك فالغرض من هذا الموضوع هو تسليط الضوء على أهم التعريفات التي قدمت مفهوم الأداء على الساحة الإدارية. يقصد بمفهوم الأداء المخرجات والأهداف التي تسعى المنظمة إلى تحقيقها عن طريق العاملين فيها، ولذا فهو مفهوم يعكس كلً من الأهداف والوسائل اللازمة لتحقيقها، أي أنه مفهوم يربط بين أوجه النشاط وبين الأهداف التي تسعى إلى تحقيقها المنظمات عن طريق مهام وواجبات يقوم بها العاملين داخل تلك المنظمات .

## الخصائص
هناك العديد من السمات الرئيسية لمفهوم كامبل للأداء الوظيفي التي تساعد على توضيح ماذا يعني  الأداء الوظيفي .

### المخرجات
أولا، كامبل يحدد الأداء، كسلوك. هو شيء قام به الموظف. هذا المفهوم يفرق الأداء من النتائج. المخرجات هي نتيجة اداء الفرد، وإنما هي أيضا نتيجة لتأثيرات أخرى. وبعبارة أخرى، هناك المزيد من العوامل التي تحدد النتائج من مجرد سلوكيات وأفعال  موظف.

### ملاءمة الهدف التنظيمي
يعتبر التنظيم في عصرنا الحالي سر النجاح لمنظمات الأعمال بغض النظر عن طبيعة عمل هذه المنظمات سواء كانت خدماتية أو منظمات ربحية أو منظمات إلى الربح فهو العمود الفقري للمنظمة وهو الذي يستطيع أن يوصل المنظمة نحو تحقيق أهدافها الموجودة مع بقية العناصر الإدارية.
ميزة أساسية أخرى في الأداء الوظيفي هو أنه يجب أن يكون ذي صلة. الأداء يجب توجيه نحو الأهداف التنظيمية ذات الصلة لهذه المهمة أو الدور. لذلك، لا تشمل أداء الأنشطة حيث يتم إنفاق الجهد في سبيل تحقيق الأهداف الهامشية. على سبيل المثال، الجهد المبذول من أجل تحقيق هدف الحصول على العمل في أقصر وقت ليس أداء (باستثناء  الشعور بالقلق مع تجنب التأخير).

### الأبعاد المتعددة
وعلى الرغم من التركيز على التحديد والتنبؤ بالأداء الوظيفي،ليس بناء واحد موحد. توجد العديد من فرص العمل إلى حد كبير لكل منها معايير أداء مختلفة. ولذلك، الإطار المفاهيمي للأداء الوظيفي بوصفه بناء متعدد الأبعاد يتألف من أكثر من نوع واحد من السلوك. كامبل (1990) اقترح نموذجا ثماني العامل للأداء على أساس العامل التحليلي حاولت الأبحاث التقاط أبعاد موجودة في الأداء الوظيفي (إلى حد أكبر أو أقل) في جميع الوظائف.
1. العامل الأول هو مهمة سلوكيات معينة والتي تشمل تلك السلوكيات التي يؤديها الفرد كجزء من وظيفة. وهي المهام الموضوعية الأساسية التي تحدد وظيفة عن آخرى.